# Le Golf en folie 2
 (septembre 2020).
Si vous disposez d'ouvrages ou d'articles de référence ou si vous connaissez des sites web de qualité traitant du thème abordé ici, merci de compléter l'article en donnant les références utiles à sa vérifiabilité et en les liant à la section « Notes et références ».
Série
Le Golf en folie
(1980)
Pour plus de détails, voir Fiche technique et Distribution.
Le Golf en folie 2 est un film américain réalisé par Allan Arkush, sorti en 1988. Il s'agit de la suite du film Le Golf en folie de Harold Ramis, sorti 8 ans plus tôt.

## Synopsis
Un riche entrepreneur excentrique et profondément humaniste tente tant bien que mal d'accéder à la requête de sa délicieuse fille : se faire accepter coûte que coûte par la haute bourgeoisie d'un club de golf.

## Fiche technique
- Titre français : Le Golf en folie 2
- Titre original : Caddyshack II
- Réalisation : Allan Arkush
- Scénario : Harold Ramis et Peter Torokvei
- Musique : Ira Newborn
- Photographie : Harry Stradling Jr.
- Montage : Bernard Gribble
- Production : Neil Canton, Peter Guber et Jon Peters
- Sociétés de production : Guber-Peters Company et Warner Bros.
- Société de distribution : Warner Bros.
- Pays d'origine :  États-Unis
- Langue : anglais
- Format : Couleur - Dolby - 35 mm - 1.85:1
- Genre : comédie, sport
- Durée : 97 minutes
- Date de sortie[1] :
  - États-Unis : 22 juillet 1988

## Distribution
- Jackie Mason (VF : Mario Santini) : Jack Hartounian
- Robert Stack (VF : Marcel Guido) : Chandler Young
- Dyan Cannon (VF : Régine Teyssot) : Elizabeth Pearce
- Chevy Chase (VF : Michel Papineschi) : Ty Webb
- Randy Quaid (VF : Roland Timsit) : Peter Blunt
- Jessica Lundy (VF : Brigitte Berges) : Kate Hartounian
- Brian McNamara (VF : Serge Faliu) : Todd Young
- Jonathan Silverman (VF : Franck Baugin) : Harry
- Dan Aykroyd (VF : Patrick Guillemin) : Le capitaine Tom Everett
- Dina Merrill (VF : Nicole Favart) : Cynthia Young
- Chynna Phillips (VF : Véronique Soufflet) : Mary Frances 'Miffy' Young
- Paul Bartel : M. Jamison
- Marsha Warfield : Royette Tyler

## Distinctions
- Dan Aykroyd reçut le Razzie Award du pire second rôle.